# Ґулістон (Кахрамонський джамоат)
Ґулісто́н (тадж. Гулистон) — село у складі Хатлонської області Таджикистану. Входить до складу Кахрамонського джамоату району імені Мір Саїда Алії Хамадоні.
Назва означає квітковий край.
Населення — 1955 осіб (2010; 1930 в 2009).
Через село проходить автошлях Ґулістон-Маскав.